# Tetranodus niveicollis
Tetranodus niveicollis är en skalbaggsart som beskrevs av Linell 1897. Tetranodus niveicollis ingår i släktet Tetranodus och familjen långhorningar. Inga underarter finns listade i Catalogue of Life.